# Santuario de Manquiri
El Santuario de Manquiri es una iglesia en estilo barroco mestizo del siglo XVIII construida a unos 25 kilómetros de distancia al este de la ciudad de Potosí en Bolivia.
Situada en medio de una gran quebrada que se demarca por el afloramiento de peñas rojizas, la localidad de Manquiri está ubicada en el Distrito Municipal (rural) N.º 18 del municipio de Potosí, provincia de Frías, en el departamento de Potosí.

## Descripción
La fachada de tres cuerpos incluye dos torres y un arco central de piedra tallada, el muro perimetral se encuentra blanqueado con cal en todo el exterior. El templo está formado por una larga nave con doble cúpula y doble atrio. Ha sido levantada sobre una plataforma artificial que da a un barranco, al pie de una montaña. La fachada es uno de los lados de una plaza cuadrada cerrada por una arcada.
Cuenta con dos cruceros y su presbiterio parece ensamblarse a la roca. De una nave alargada, con dos cúpulas, una cilíndrica y otra elíptica, la cubierta es una bóveda de cañón. Al ingreso tiene una portada encalada al más puro estilo mestizo.
Fachada de tres cuerpos incluye dos torres y un arco central que cobija la portada a modo de hornacina. El Altar principal, destinado a consagrar a Cristo Crucificado.

## Localización
Se sitúa a unos 3.520 metros de altitud.
Está ubicado a 25 kilómetros de la capital Potosí, sobre la carretera principal Potosí-Sucre, un desvío a 8 kilómetros. El camino está asfaltado en su totalidad hasta el Santuario.